# Большой Ошняк
 Большой Ошняк (тат. Олы Әшнәк) — село в Рыбно-Слободском районе Татарстана. Административный центр Большеошнякского сельского поселения.

## География
Находится на реке Ошняк, в 19 км к северо-западу от посёлка городского типа Рыбная Слобода.

## История
На южной окраине села выявлено Большеошнякское селище (булгарский памятник золотоордынского времени).
Со времен Волжской Булгарии на месте современного села находились поселения. В XVIII — первой половине XIX века местные жители относились к сословию государственных крестьян. Их основные занятия в этот период — земледелие и разведение скота, были распространены плотничный и портняжный промыслы.
В «Списке населенных мест по сведениям 1859 года», изданном в 1866 году, населённый пункт упомянут как казённая деревня Большой Ошняк 1-го стана Лаишевского уезда Казанской губернии. Располагалась при речке Ошнячке, по левую сторону старого торгового Оренбургского тракта, в 25 верстах от уездного города Лаишево и в 12 верстах от становой квартиры во владельческом селе Шуран (Христорождественское). В деревне, в 231 дворе жили 1482 человека (771 мужчина и 711 женщин), была мечеть.
По сведениям переписи 1897 года, в деревне Большой Ошняк Лаишевского уезда Казанской губернии жили 1868 человек (924 мужчины и 944 женщины), из них 1859 мусульман.
В начале XX века в селе действовали 2 мечети, 2 кузницы, мельница, 3 крупообдирки, 12 мелочных лавок. В этот период земельный надел сельской общины составлял 2794,8 десятин.
До 1920 года село входило в Масловскую волость Лаишевского уезда Казанской губернии. С 1920 года в составе Лаишевского кантона ТАССР. С 14 февраля 1927 года в Рыбно-Слободском, с 19 февраля 1944 года в Салтанском, с 5 апреля 1946 года в Корноуховском, с 19 ноября 1954 года в Рыбно-Слободском, с 1 февраля 1963 года в Пестречинском, с 12 января 1965 года в Рыбно-Слободском районах.
В 1931 году в селе был организован колхоз. С 1993 года село в составе сельскохозяйственного кооператива «Олы Ошняк», с 1999 года — сельскохозяйственного кооператива «Ошняк».

## Население
| 1782 | 1859 | 1897 | 1908 | 1920 | 1926 | 1949 | 1958 | 1970 | 1989 | 2002 | 2020 |
| ---- | ---- | ---- | ---- | ---- | ---- | ---- | ---- | ---- | ---- | ---- | ---- |
| 236  | 1482 | 1868 | 2240 | 2337 | 1982 | 1236 | 1159 | 921  | 562  | 405  | 288  |

Национальный состав села — татары.

## Экономика
Жители работают в обществе с ограниченной ответственностью «Логос», крестьянских (фермерских) хозяйствах.

## Инфраструктура
Действуют дом культуры, библиотека, фельдшерско-акушерский пункт.

## Религия
Мечеть (с 1990 г.).